# The Front Bottoms
The Front Bottoms es una banda de rock estadounidense de Woodcliff Lake, Nueva Jersey, formada por el vocalista y guitarrista Brian Sella y el baterista Mat Uychich.

## Historia
El grupo se formó en 2006. En agosto de 2007, después de que Brian Sella (voz, guitarra, letrista) terminara su primer año de universidad, él y su amigo de la infancia Mathew Uychich (batería) comenzaron a tocar juntos bajo el nombre de The Front Bottoms. Poco después, el hermano de Uychich, Brian Uychich (teclado, voz), empezó a asistir a sus ensayos. Brian pidió unirse a la banda, tocando un viejo teclado que encontró en el ático de la familia Uychich. Así se completó la formación original, con la que se grabaron los dos primeros álbumes y el EP.
Pasaron los siguientes años tocando a nivel local en Nueva Jersey y, finalmente, realizando extensas giras por todo el país. Entre las giras, Sella trabajaba en una tienda de comestibles y Uychich en jardinería. Durante este tiempo, sacaron un álbum autoeditado, I Hate My Friends, en 2008, un EP, Brothers Can't Be Friends, el mismo año, y un segundo álbum en 2009, My Grandma vs Pneumonia. Además, la banda editó un casete de cinco canciones, Calm Down and Breathe, en 2009, limitado a 30 copias. Formaron parte del colectivo de artistas Tiny Giant, con sede en Nueva Brunswick.
Alrededor de 2010, la banda comenzó a escribir material para lo que se convertiría en su álbum autotitulado. Lanzaron un EP llamado Slow Dance To Soft Rock que contenía seis temas que luego fueron remasterizados para el LP. Un segundo EP, Grip N' Tie, fue planeado para ser lanzado más tarde ese año, pero fue cancelado. Las canciones que contenía se combinaron con el EP anterior para producir un álbum completo. A finales de 2010, la banda filmó un video musical para "Maps", después de ser contactado a través de Myspace por un cineasta anónimo, lo que les dio una gran exposición. El 2 de junio de 2011, la banda había anunciado que había firmado con Bar/None Records y que lanzaría su álbum de estudio debut autotitulado el 6 de septiembre de 2011.
A finales de 2010, Brian Uychich dejó la banda para concentrarse en los estudios a tiempo completo. The Front Bottoms sustituyó a Uychich por un nuevo músico de gira, Drew Villafuerte, que tocaba el bajo además de los teclados. En 2012, Villafuerte dejó de girar con la banda también, citando las extensas giras como demasiado difíciles. Fue sustituido por Tom Warren y Ciaran O'Donnellc.[cita requerida]
En marzo de 2013, la banda lanzó un vídeo para "Twin Size Mattress" en YouTube en la promoción de su próximo disco. Su segundo álbum de estudio, Talon of the Hawk, se publicó el 21 de mayo de 2013.

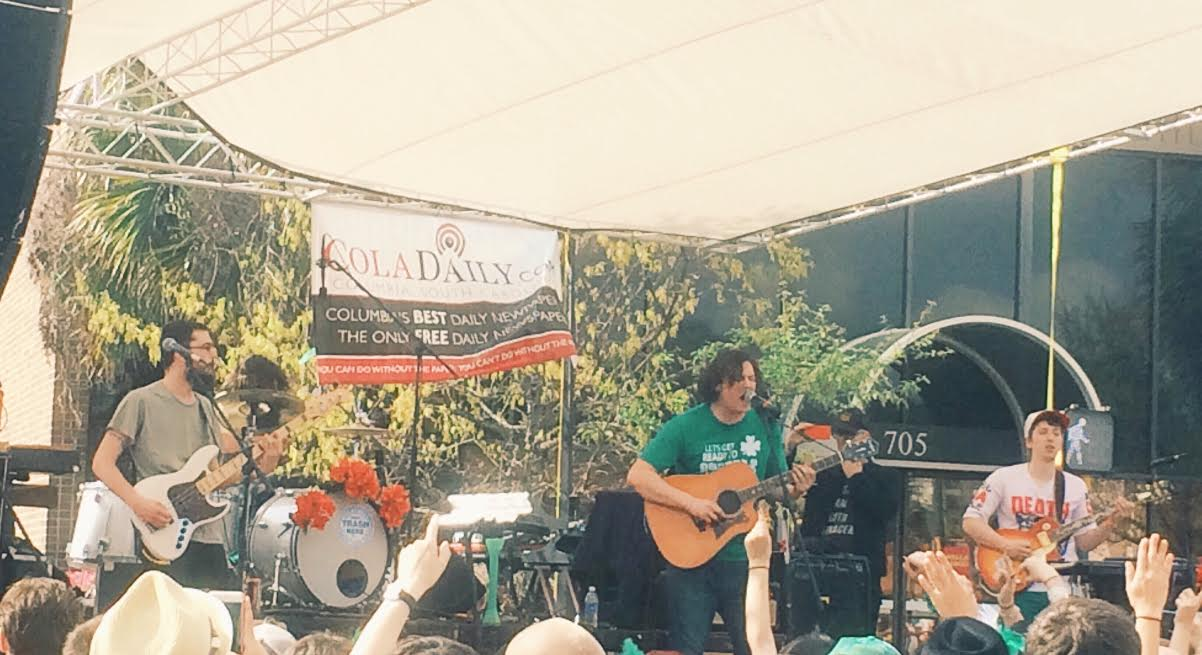
The Front Bottoms actuando en Columbia, Carolina del Sur, el 19 de marzo de 2016

## Miembros de la banda
|  | Miembros actuales - Brian Sella – voz, guitarra (2007–presente) - Mathew Uychich – tambores (2007–presente) Antiguo - Brian Uychich – teclas, coros (2007–2010) - Ciaran O'Donnell – guitarra, trompeta, teclas (2012–2017) | Músicos de gira - Tom Warren – bajo, voz (2012-2017), guitarra, voz (2017–2019) - Erik Kase Romero – bajo, guitarra, coros (2017-actualidad) - Drew Villafuerte – bajo, teclas (2010–2012) - Jenn Fantaccione – violín, trompeta, chelo, coros (2017-2019) - Roshane Karunaratne – teclas, melódica, keytar (2017-2019) - Natalie Newbold – bajo, coros (2020-actualidad) |

## Discografía

### Álbumes de estudio
| Título                   | Detalles | Posiciones máximas en las listas de éxitos | Posiciones máximas en las listas de éxitos | Posiciones máximas en las listas de éxitos | Posiciones máximas en las listas de éxitos |
| Título                   | Detalles | US                                         | USAlt                                      | USIndie                                    | USRock                                     |
| ------------------------ | --- | ------------------------------------------ | ------------------------------------------ | ------------------------------------------ | ------------------------------------------ |
| I Hate My Friends        | - Publicado: 2008 - Etiqueta: Autoeditado - Formatos: Descarga digital                                                              | –                                          | –                                          | –                                          | –                                          |
| My Grandma vs. Pneumonia | - Publicado: 2009 - Etiqueta: Autoeditado - Formatos: Descarga digital                                                              | –                                          | –                                          | –                                          | –                                          |
| The Front Bottoms        | - Publicado: 27 de septiembre de 2011 - Etiqueta: Bar/None - Formatos: LP, vinilo de 2x10 pulgadas, CD, descarga digital, streaming | –                                          | –                                          | –                                          | –                                          |
| Talon of the Hawk        | - Publicado: 21 de mayo de 2013 - Etiqueta: Bar/None, Antiguo - Formatos: LP, CD, casete, descarga digital, streaming               | 181                                        | –                                          | 30                                         | 47                                         |
| Back on Top              | - Publicado: 18 de septiembre de 2015 - Etiqueta: Fueled by Ramen - Formatos: LP, CD, descarga digital, streaming                   | 32                                         | 6                                          | –                                          | 10                                         |
| Going Grey               | - Publicado: 13 de octubre de 2017 - Etiqueta: Fueled by Ramen - Formatos: LP, CD, descarga digital, streaming                      | 47                                         | 6                                          | –                                          | 8                                          |
| In Sickness & in Flames  | - Publicado: 21 de agosto de 2020 - Etiqueta: Fueled by Ramen - Formatos: LP, CD, descarga digital, streaming                       | –                                          | –                                          | –                                          | –                                          |

### Obras ampliadas
| Título                                       | Detalles | Posiciones máximas en las listas de éxitos | Posiciones máximas en las listas de éxitos | Posiciones máximas en las listas de éxitos |
| Título                                       | Detalles | EE.UU.                                     | Indie de EE.UU.                            | EE.UU. Rock                                |
| -------------------------------------------- | --- | ------------------------------------------ | ------------------------------------------ | ------------------------------------------ |
| Brothers Can't Be Friends                    | - Publicado: 2008 - Etiqueta: Autoeditado - Formatos: Descarga digital                                                                                       | –                                          | –                                          | –                                          |
| Slow Dance to Soft Rock                      | - Publicado: 27 de febrero de 2010 - Etiqueta: Autoeditado - Formatos: Descarga digital                                                                      | –                                          | –                                          | –                                          |
| Summer of Steroids                           | - Publicado: 24 de octubre de 2011 - Etiqueta: Bar/None - Formatos: Vinilo de 7 pulgadas                                                                     | –                                          | –                                          | –                                          |
| Rose                                         | - Publicado: 17 de junio de 2014 - Etiqueta: Bar/None - Formatos: Vinilo de 12 pulgadas, CD, descarga digital, streaming                                     | 195                                        | 28                                         | 47                                         |
| Liberty and Prosperity (junto a GDP)         | - Publicado: 18 de agosto de 2015 - Etiqueta: Bar/None, Run for Cover - Formatos: Vinilo de 7 pulgadas, descarga digital, streaming                          | –                                          | –                                          | –                                          |
| Needy When I'm Needy                         | - Publicado: 14 de octubre de 2016 - Etiqueta: Fueled by Ramen - Formatos: Vinilo de 7 pulgadas, casete, descarga digital, streaming                         | –                                          | –                                          | –                                          |
| Ann                                          | - Publicado: 18 de mayo de 2018 - Etiqueta: Fueled by Ramen, Wuakaskole, Screwball Enterprise - Formatos: Vinilo de 12 pulgadas, descarga digital, streaming | –                                          | –                                          | –                                          |
| Devinyl Splits No. 12 (junto a Kevin Devine) | - Publicado: 29 de marzo de 2019 - Etiqueta: Bad Timing, Many Hats Distribution - Formatos: Vinilo de 7 pulgadas, descarga digital, streaming                | –                                          | –                                          | –                                          |
| Ukulele Versions                             | - Publicado: 19 de junio de 2020 - Etiqueta: Autoeditado - Formatos: descarga digital                                                                        | –                                          | –                                          | –                                          |
| IS&IF Demos                                  | - Publicado: 24 de abril de 2021 - Etiqueta: Autoeditado - Formatos: descarga digital                                                                        | –                                          | –                                          | –                                          |
| Theresa                                      | - Publicado: 2 de septiembre de 2022 - Etiqueta: Elektra - Formatos: descarga digital                                                                        | –                                          | –                                          | –                                          |

### Singles
| Título                             | Año  | Posiciones máximas en las listas de éxitos | Álbum                   |
| Título                             | Año  | EE. UU. Alt                                | Álbum                   |
| ---------------------------------- | ---- | ------------------------------------------ | ----------------------- |
| "Cough it Out"                     | 2015 | –                                          | Back on Top             |
| "West Virginia"                    | 2015 | –                                          | Back on Top             |
| "Help"                             | 2015 | –                                          | Back on Top             |
| "Laugh Till I Cry"                 | 2015 | –                                          | Back on Top             |
| "Summer Shandy"                    | 2015 | –                                          | Back on Top             |
| "Get Numb"                         | 2017 | –                                          |                         |
| "Vacation Town                     | 2017 | –                                          | Going Grey              |
| "Peace Sign"                       | 2018 | 36                                         | Going Grey              |
| "End of Summer (Now I Know)"       | 2018 | –                                          |                         |
| "Allentown" (Manchester Orchestra) | 2018 | –                                          |                         |
| "Camouflage"                       | 2020 | –                                          | In Sickness & in Flames |
| "Everyone Blooms"                  | 2020 | –                                          | In Sickness & in Flames |
| "Voodoo Magic"                     | 2021 | –                                          |                         |
| "Loverboy"                         | 2021 | –                                          |                         |
| "More Than it Hurts You"           | 2022 | –                                          | Theresa                 |

### Vídeos musicales
- "Maps" (2010)
- "Swimming Pool" (2011)
- "Flashlight" (2011)
- "Christmas Wrapping" (2011)
- "Mountain" (2013)
- "Twin Size Mattress" (2013)
- "Skeleton" (2013)
- "Funny You Should Ask" (2013)
- "Backflip" (2014)
- "12 Feet Deep" (2014)
- "West Virginia" (2015)
- "Cough It Out" (2015)
- "HELP" (2015)
- "Laugh Till I Cry" (2015)
- "Summer Shandy" (2015)
- "Ginger" (2016)
- "2YL" (2016)
- "Raining" (2017)
- "Vacation Town" (2017)
- "Peace Sign" (2017)
- "Everyone But You" (2018)
- "Lonely Eyes" (2018)
- "Tie Dye Dragon" (2018)
- "camouflage" (2019)
- "everyone blooms." (2020)
- "montgomery forever" (2020)
- "Fairbanks, Alaska" (2020)
- "Voodoo Magic" (2021)